# Molino de La Pasadilla

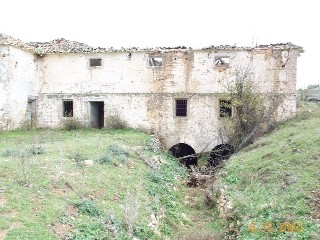
Molino de La Pasadilla a la salida del socaz, en el río Córcoles.

El molino de La Pasadilla se localiza en la Mancha Alta (provincia de Albacete, España), dentro del término municipal de Villarrobledo, a unos 17 kilómetros al sur de su casco urbano, en línea recta, próximo al límite con el término municipal de El Bonillo, por lo que el área se sitúa limítrofe con la comarca del Campo de Montiel, en el cauce medio del río Córcoles, junto a un puente. La importancia del conjunto incluye infraestructuras histórico-hidráulicas y patrimonio arqueológico inédito intermunicipal.

## Patrimonio Histórico-Hidráulico
Tres son las obras tradicionales de hidráulica que podemos encontrar en La Pasadilla: el molino harinero de agua, una captación subválvea junto a este, trazada entre 2 pozos que se comunican entre sí por una galería transversal al río Córcoles. Y una zanja cimbrada o calzadizo que recorre la margen derecha paralelamente al río Córcoles, que desemboca en sucesivos aljibes o “cimbres”. La galería subálvea es una obra olvidada en el tiempo, de la que se carece de documentación histórica. De ella sólo se conoce con certeza su vinculación al abastecimiento ganadero privado de la misma finca donde se sigue utilizando, así como para el antiguo servicio que en su día daba a los operarios del molino harinero adjunto.

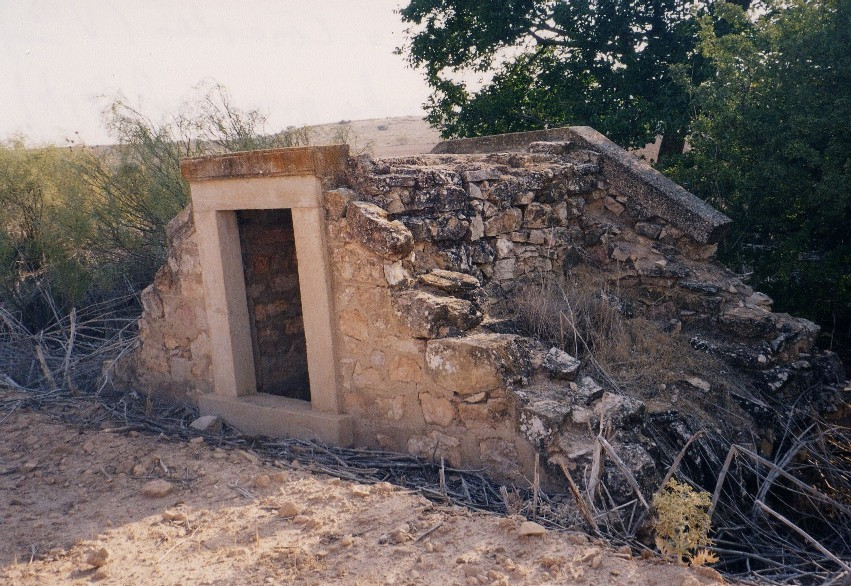
Cimbre de un calzadizo, junto al Córcoles.

La finca perteneció a la congregación religiosa de las Carmelitas Descalzas de Villarrobledo, desamortizada a partir de 1836, como tantas otras propiedades eclesiásticas (Espinar,V. 1998); momento a partir del cual pasó a dominio privado por subasta pública. Estas infraestructuras debieron de ser concebidas inicialmente por algún alto cargo canónico o laico, tanto para el abastecimiento permanente de agua de la finca, como para la industria molinera local de la villa. Podría suponerse que uno de los principales benefactores de esta congregación religiosa en 1729, fue el Virrey del Perú, Fray Diego Morcillo Rubio de Auñón, natural de Villarrobledo (del cual consta sus grandes donaciones de oro y plata a su pueblo), quien podría ser este el promotor de algunas de estas obras hidráulicas, si no de todas.
También, en la obra de Sandoval Mulleras, A. (1983), se cita que en 1779 el maestro hidráulico Antonio Ferreti hizo un informe sobre el aprovechamiento del caudal de la fuente del Moral de Sotuélamos (término municipal de El Bonillo), para canalizarla hasta Villarrobledo, y devolver el resto al Córcoles. 
Podría deducirse que las fechas de realización tanto de la galería, calzadizo y molino, estarían comprendidas entre 1729 y finales del S-XVIII, tal vez en relación con la técnica demostrada por Antonio Ferreti, ya popular para estas fechas en toda la provincia de La Mancha. 
El molino parece ser que estuvo funcionando hasta la Segunda República. Para la galería y el calzadizo también existen pruebas de rehabilitación propias del siglo XX.

## Patrimonio arqueológico
Aldea de La Pasadilla

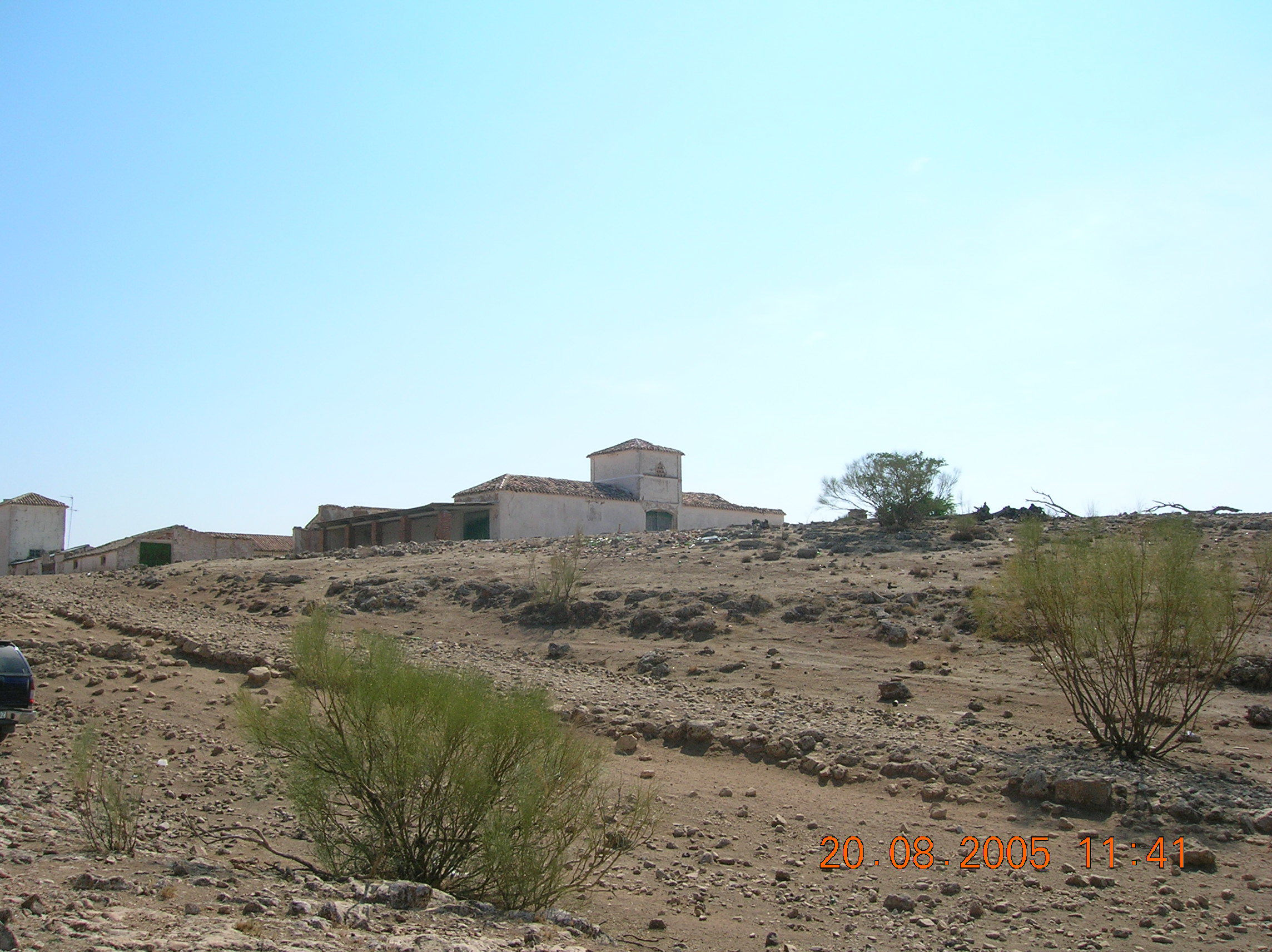
Aldea de La Pasadilla. Veredas empedradas. foto.- F.J.G.ª.Mariana.

Se detecta adjunto a la misma aldea, la continuación de un camino empedrado que desciende la ladera, el cual, da la impresión, que fue invadido por parte del solar de la edificación actual. El lugar presenta además, unas amplias explanadas al norte y al Sur, donde es sugerente el asentamiento de algún antiguo poblamiento. En el sector Sur, se conservan aún ciertas trazas rectangulares de causa desconocida.
Algunos de estos recintos rectangulares y cuadrados, además de muros más prolongados, todos ellos amajanados, con dispersión de fragmentos cerámicos relativamente abundantes, la mayor parte, teja curva y basta, ya fueron citados por Olcade (en González Arias, 2001).
Sobre este lugar, algunos autores han situado la ciudad carpeto-romana de Laminio, citada por numerosas fuentes clásicas.
Caminos empedrados de La Pasadilla

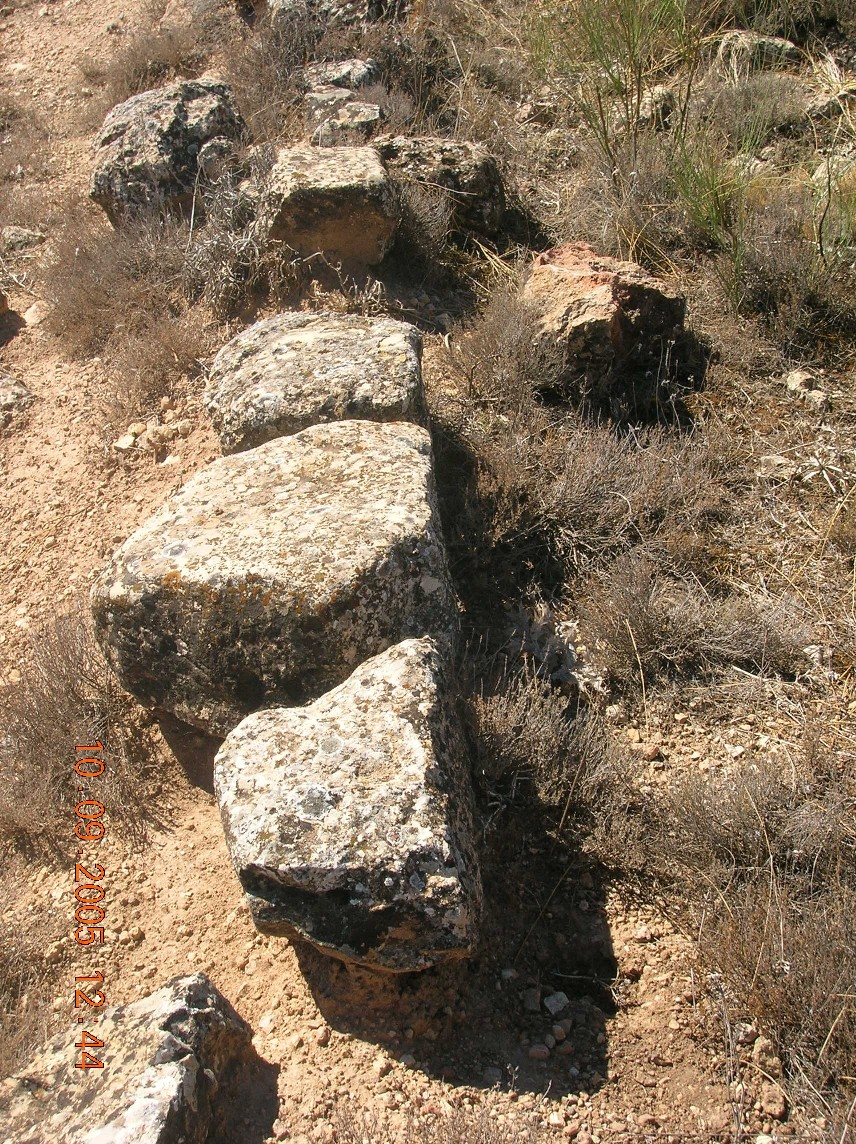
Posible rodera romana. Foto.- F.J.G.ª.Mariana.

El que más resalta es el tramo que desciende directamente desde la aldea de La Pasadilla hacia el molino, por la orilla derecha. No obstante, existe una continuación del mismo, que vadearía el río Córcoles (adjunto al mismo puente actual moderno), que pasado el molino, ya en la margen izquierda, paralelamente al camino, en la cuneta del norte, puede detectarse cierto alineamiento de bloques calizos del lugar, cuya disposición singular nos hace deducir la continuación de la antigua vereda empedrada desde La Pasadilla, distinguiéndose formas a modo de roderas.
Morras de La Pasadilla
Según Olcade (2001), comprende dos: 
- Morra de La Pasadilla-I. Asentamiento de la Edad del Bronce. Situada sobre la cresta sur del vallejo por el que desciende el camino empedrado. Ha sido catalogada, pues sabemos que se efectuaron prospecciones en la vega del Corcóles, a la búsqueda de emplazamientos de esta cultura, probablemente reflejados en Fdez. Miranda et al. (1984,280).
- Morra de La Pasadilla-II. Denominada "El Peñón". Este yacimiento se enclava en el extremo de una lengua muy avanzada cuyo extremo roza el río, y sobre el cual se asienta la estructura defensiva. Existe un camino moderno que lo bordea por el sur, desde el camino empedrado citado anteriormente, que más que perderse, resulta que no continuaba por este sitio, sino por donde se ha comentado anteriormente.
Morra de Los Castellones

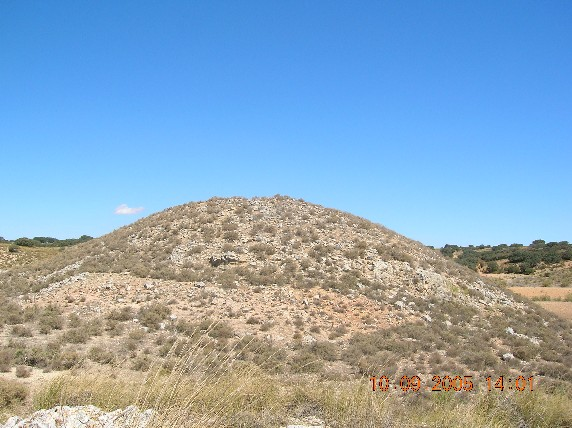
Morra de Los Castellones. Foto.- F.J.G.ª.Mariana.

Siguiendo a Olcade (en op.cit), es un poblado fortificado de época ibérica plena. Situado en un promontorio alargado con cota cercana a los 800 m, sobre la vega del río Córcoles, y aislado gracias a un meandro abandonado. Fue descrito y prospectado por García Solana (1963, 1965 y 1973), apareciendo testimonialmente en Sanz Gamo (1997).
Destruido a fines del siglo III a. C.; tiene antecedentes de ocupación en el Bronce. Destaca la decoración de sus producciones cerámicas y sus series estampilladas, ya mentadas por Solana. Tras su violento fin, no volvería a ser reocupado.
El Villar
El yacimiento más extenso del área. Sus restos se distribuyen, de manera irregular, en una superficie cercana a las cuatro hectáreas, y ocupa la lengua entre ríos, bajo la protección de Los Castellones y a su oeste inmediato.
Fue descrito y visitado por García Solana (1963). Presenta un hábitat coetáneo al del poblado fortificado, pero retoma su actividad, a tenor de los materiales, a partir de mediados del siglo I a. C. Tiene un pico ocupacional álgido en época bajo imperial, y prolonga su vida, al menos, hasta la etapa islámica de las primeras Taifas. En el vértice de la lengua, podría ubicarse una motilla del Bronce.
Además de los citados existen sendos yacimientos Paleolíticos (Malagana y Pajarón), otro Medieval (Villavachos), cuevas con vestigios de población en época indeterminada y un puente romano que da servicio al poblado de Los Castellones. Tanto las distintas construcciones modernas de la zona como el actual puente de La Pasadilla muestran restos de haber ha amortizado sillares que podían provenir de un puente anterior u otras construcciones.
La presencia de tantos yacimientos en parajes contiguos, además de estar interconectados por vías antiguas, la propia singularidad hidrográfica de la zona, la toponimia de otros parajes cercanos y la existencia de restos descontextualizados de diversas épocas entre unos y otros; hacen suponer que existió un poblamiento bastante notable en la zona durante distintas épocas que no merece la situación de expolio masivo y desprotección que padece.